# Nordsjællands Fuglepark
Nordsjællands Fuglepark eller Fugleparken var en privat zoologisk have, der blev etableret i 2003 i Nordsjælland omtrent midtvejs mellem Dragstrup og Esbønderup øst for Græsted. Det var Nordens største fuglepark. Da manden bag fugleparken gik på pension i efteråret 2023, lukkede den.
I 2008 blev parken anerkendt som zoo. Da parken var privatejet fik den ingen statstilskud, men var afhængig af indtægter fra besøgende, private sponsorer og frivilligt arbejde.
Parken var meget engageret i avlsarbejde, og man fik omkring 200 af de parkens 250 fuglearter til at yngle i fangeskab. Mange af fugleungerne blev sendt videre til andre zoologiske haver i Europa. I 2012 fik parken 275 fugleunger. Man arbejdede bl.a. med flere fuglearter, som er truede. Parken havde desuden 60 redekasser til frie fugle i området.
Fuglearterne talte bl.a. emuer, finker, ugler, papegøjer. Udover fugle havde parken også flere krybdyr som skildpadder og leguaner og mindre pattedyr som kænguruer, geder og tropiske egern.